# Anthony Greenwald
Anthony Galt Greenwald (* 30. Januar 1939 in New York City) ist ein US-amerikanischer Sozialpsychologe und Professor Emeritus der University of Washington.
Er machte 1959 seinen Bachelor an der Yale University, 1961 den Master an der Harvard University und erwarb dort auch 1963 seinen Ph.D. Von 1965 bis 1986 lehrte er am Fachbereich Psychologie der Ohio State University in Columbus, zunächst als Assistant Professor, ab 1967 als Associate Professor und ab 1971 als Professor. 1986 wurde er Professor für Psychologie an der University of Washington. 2020 ging er in den Ruhestand.
Greenwald war neben Debbie McGhee und Jordan Schwartz der Begründer des Impliziten Assoziationstests (1998).
Seit 2007 ist Greenwald gewähltes Mitglied der American Academy of Arts and Sciences. Für 2024 wurde er mit dem BBVA Foundation Frontiers of Knowledge Award in der Kategorie "Sozialwissenschaften" ausgezeichnet.

## Werke
- Anthony G. Greenwald, Timothy C. Brock, Thomas M. Ostrom: Psychological Foundations of Attitudes, Lawrence Erlbaum Assoc Inc; Auflage: 1 (30. Juni 2005)
- Anthony R. Pratkanis, Steven J. Breckler, Anthony G. Greenwald: Attitude Structure and Function, Lawrence Erlbaum Associates Inc (Februar 1989)